# 司馬光墓
司馬光墓（しばこうぼ）は、中華人民共和国山西省運城市夏県にある司馬光とその親族の墓。

## 歴史
1988年1月13日、中華人民共和国国務院は司馬光墓を全国重点文物保護単位に認定した。

## 人物
司馬光（しば こう、1019年11月17日（天禧3年10月18日） - 1086年10月11日（元祐元年9月1日））は、中国北宋の儒学者・歴史家・政治家。字は君実。陝州夏県（現在の山西省運城市夏県）涑水郷の人。